# 644
644(육백사십사)는 643보다 크고 645보다 작은 자연수다.

## 수학
- 합성수로, 그 약수는 총 12개다. (1, 2, 4, 7, 14, 23, 28, 46, 92, 161, 322, 644)
  - 644의 진약수의 합은 700이므로, 644는 과잉수다.

## 과학
- NGC 644(영어판): 봉황자리 방향에 있는 막대나선은하.
- 644 코지마(영어판): 소행성.

## 교통

### 항공
- 아르헨티나 항공 644편 추락 사고(영어판) (1961년)

### 철도
- 서울 지하철 6호선 석계역의 역번호.

## 군사
- U-644(영어판): 제2차 세계 대전에 사용된 나치 독일의 군용 잠수함.
- 왕립공군 제644편대(영어판)

## 문화유산
- 대한민국의 보물 제644호: 백자 청화송죽인물문 항아리

## 기타
- 연도: 644년, 기원전 644년